# Bá tước xứ Romney
Bá tước xứ Romney (tiếng Anh: Earl of Romney; phát âm: Rumney) là một tước hiệu quý tộc Anh đã được lập ra 2 lần, lần đầu tiên trong Đẳng cấp quý tộc Anh vào năm 1694, để trao cho một quân nhân, chính trị gia Henry Sydney. Ông đã được phong làm Nam tước Milton và Tử tước Sydney cùng lúc vào năm 1689. Sydney là con trai nhỏ của Robert Sydney, Bá tước thứ 2 xứ Leicester. Ông chưa bao giờ kết hôn và các danh hiệu đã biến mất sau cái chết của ông vào năm 1704.
Bá tước xứ Romney được tạo ra lần thứ hai thuộc Đẳng cấp quý tộc Vương quốc Liên hiệp Anh vào năm 1801, để trao cho Charles Marsham, Nam tước thứ 3 xứ Romney. Gia tộc Marsham là hậu duệ của John Marsham, một trong sáu Thư ký của Court of Chancery từ 1638 đến 1644 và từ 1660 đến 1680. Vào tháng 8 năm 1663, ông được phong làm Nam tước xứ Cuckston ở Hạt Kent. Cháu trai của ông, Nam tước thứ tư (người kế vị cháu trai của ông), cũng là Thư ký của Court of Chancery và đại diện cho Maidstone trong Hạ viện Anh. Con trai của ông, Nam tước thứ năm, cũng từng là Thành viên Quốc hội của Maidstone và từng là Thống đốc của Lâu đài Dover. Năm 1716, ông được nâng lên hàng Đẳng cấp quý tộc Đại Anh với tư cách là Nam tước xứ Romney, thuộc Hạt Kent.
Cháu trai của ông, Nam tước thứ ba đã nói ở trên, đại diện cho Maidstone và Kent trong Quốc hội và từng là Lord Lieutenant xứ Kent. Năm 1801, ông được trao tước hiệu 'Tử tước xứ Marsham, của The Mote ở Hạt Kent, và Bá tước xứ Romney thuộc Đẳng cấp quý tộc Vương quốc Liên hiệp Anh. Ông được kế vị bởi con trai mình, Bá tước thứ hai. Ông là Nghị sĩ của Hythe và Downton. Con trai của ông, Bá tước thứ ba, đại diện cho Kent West trong Hạ viện. Ông được kế vị bởi con trai mình, Bá tước thứ tư, người giữ chức vụ chính trị trong chính phủ Bảo thủ thứ hai của Lãnh chúa Salisbury với tư cách là ""Lord in Waiting"" từ năm 1889 đến năm 1892.
Trụ sở của gia đình là tại Mote House, gần Maidstone, Kent, nhưng kể từ năm 1891, nó là Gayton Hall bất động sản tại Gayton gần Kings Lynn, Norfolk.